# اوانستون (سینسیناتی)
اوانستون (به انگلیسی: Evanston) یک منطقهٔ مسکونی در ایالات متحده آمریکا است که در سینسیناتی، اوهایو واقع شده‌است. در واقع محله‌ای است در شهر سینسیناتی که در شهرستان همیلتون، اوهایو قرار دارد.
این محله از دهه ۱۹۶۰ عمدتاً شامل شهروندان آفریقایی-آمریکایی می‌باشد و به عنوان «جامعه آموزش دهنده» شهرت دارد. این محله با محله‌های تپه‌های شرقی والنات، هاید پارک، نورث آوندیل، و والنات هیلز و همچنین شهر نوروود هم‌مرز است. اوانستون ۹٬۴۹۱ نفر جمعیت دارد.